# Kampung Jao
Kampung Jao is een bestuurslaag in het regentschap Padang van de provincie West-Sumatra, Indonesië. Kampung Jao telt 4153 inwoners (volkstelling 2010).